# Districtul Encs
Encs (în maghiară Encsi járás) este un district în județul Borsod-Abaúj-Zemplén, Ungaria.
Districtul are o suprafață de 379,09 km2 și o populație de 21.783 locuitori (2013).